# Luís Figo
Luís Filipe Madeira Caeiro Figo (Almada, 1972. november 4. –) portugál labdarúgó, utolsó csapata az olasz Serie A-ban szereplő Internazionale volt. Irányító vagy szélső középpályás posztokon volt bevethető.

## Klubjai

### Sporting Lisszabon
Figo a Sporting csapatában kezdte pályafutását, mely már több nagy játékost adott a világ labdarúgásának. Az itt töltött ideje alatt, 1991-ben hívták be először a portugál nagyválogatottba. Előtte már megnyerte az U-20-as VB-t és az U-16-os EB-t az ország korosztályos válogatottjaival.

### FC Barcelona
1995-ben Figót megbabonázták a külföldi óriásklubok ajánlatai, ezért nem tudta eldönteni, hogy a Juventust vagy Parmát válassza. Végül mindkét gárdához aláírt, ami miatt két évre eltiltották attól, hogy olasz klubhoz igazoljon. A középpályás azonban ezzel nem járt rosszul, hiszen így leigazolta őt a Barcelona, ahol Johan Cruijff irányítása alatt közönség kedvenc, csapatkapitány és szimbólum lett.
Figo sikertörténete tehát 1995-ben vette kezdetét. A katalán csapatnál töltött ideje alatt egyszer megnyerte a KEK-et és kétszer egymás után a spanyol bajnoki címet. 2000-ig 172 alkalommal viselte a gránátvörös-kék mezt és 30 gólt szerzett. A belgák és hollandok által közösen rendezett EB előtt a Manchester United menedzsere, Sir Alex Ferguson szerette volna megszerezni őt David Beckhamért cserébe. Az üzlet végül nem jött létre.

### Real Madrid
2000-ben Figo ellentmondásos körülmények között a Real Madridhoz igazolt, akkor világrekordnak számító 65 millió euróért. Ez tovább növelte az ellenségeskedést a Barcelona és a Real között. A játékos első évében el is kezdte törleszteni hatalmas vételárát a pályán mutatott teljesítményével. Akkor segített csapatának spanyol bajnokságot nyerni és bejutni a Bajnokok Ligája elődöntőjébe. Ebben az évben a FIFA az év játékosává is megválasztotta. A 2001/02-es évadban a Királyi Gárda bejutott a BL döntőjébe, ahol Figo is játszott sérülése ellenére, csapatával végül 2-1 arányban legyőzték a Bayer Leverkusent. 2003-ban tíz bajnoki góljával nagy szerepe volt abban, hogy a Real újabb bajnoki címmel gazdagodott. Ezek után a csalódás időszaka következett. A következő szezonban Figo kilenc gólja ellenére a madridiak csak negyedikek lettek a La Ligában, a BL-ből kiestek a legjobb nyolc között és a Spanyol Kupa döntőjében is kikaptak. Ekkortájt jött létre egy rövid életű weboldal is, az AntiFigo.com, melyet főként a Barcelona szurkolói látogattak.
A 2004/05-ös egy változó sikerű szezon volt Figo és a Real Madrid számára is. A portugál játékos összeveszett az akkor menedzserrel, Vanderlei Luxemburgóval, aki a kispadra száműzte őt. Az évad után ezért szóba hozták őt a Liverpoollal és az Internazionaléval is, végül az utóbbihoz került ingyen 2005. augusztus 5-én.

### Internazionale
Első milánói szezonjában Figo 34 alkalommal lépett pályára, és a csapat harmadikként végzett a Serie A-ban, végül mégis bajnokok lettek a bundabotrány miatt. A következő évben már a pályán nyújtott teljesítménynek köszönhetően nyert bajnokságot az Inter.
Figo a 2008/2009-es évad után visszavonult az Internazionale csapatából.
- Sporting Lisszabon 1989–1995
- FC Barcelona 1995–2000
- Real Madrid 2000–2005
- Internazionale 2005–2009

## Eredményei
- Portugálkupa-győztes: 1995
- Spanyolkupa-győztes (Copa De Rey): 1996,1998
- Spanyol szuperkupa-győztes: 1996,2001,2003
- Spanyol bajnok: 1998,1999,2001,2003
- KEK-győztes: 1997
- BL-győztes: 2002
- Európai szuperkupa-győztes: 1997,2002
- Világkupa győztes: 2002
- Olasz bajnok: 2006,2007,2008,2009
- Olaszkupa-győztes: 2006
- Olasz szuperkupa-győztes: 2005, 2006, 2008

### Válogatottsága
- Először: 1991. október 12.
- Luxemburg-Portugália
- Mérkőzések száma: 127
- Gólok: 32

### Egyéni sikerei
- Az év játékosa Portugáliában:1995,1996,1997,1998,1999,2000
- Aranylabdás: 2000
- Az év játékosa (World Soccer): 2000
- Az év játékosa (FIFA): 2001

## Személyes információk
Felesége egy svéd modell, Helen Svedin. Három lányuk született: Daniela (1999), Martina (2002), és Stella (2004).